# NGC 3892
NGC 3892 (другие обозначения — MCG -2-30-30, PGC 36827) — линзовидная галактика в созвездии Чаши. Открыта Уильямом Гершелем в 1786 году.
Галактика имеет диффузный бар, который переходит в линзу. В ней наблюдается внутреннее и внешнее кольцо. В её центре располагается ядро небольшого размера, которое не удаётся разрешить. Отношение светимости балджа к полной светимости составляет 0,11, что довольно мало для линзовидной галактики.
Этот объект входит в число перечисленных в оригинальной редакции «Нового общего каталога».
Галактика NGC 3892 входит в состав группы галактик MCG -2-30-14. Помимо NGC 3892 в группу также входят NGC 3732, NGC 3779, MCG -2-30-14 и MCG -2-30-27.